# Kungen (film)
Kungen är en svensk dokumentärfilm från 2023. Filmen är regisserad av Karin af Klintberg och är producerad av Stina Gardell och Petra Måhl för Af Nexiko AB, i samproduktion med SF Studios, SFI och SVT.
Filmen förhandsvisades på Göteborg Film Festival den 4 februari 2023 och hade biopremiär i Sverige den 24 februari 2023, utgiven av SF Studios.

## Handling
Filmen handlar om kung Carl XVI Gustafs liv och arbete. Filmens regissör Karin af Klintberg uppvaktade hovets informationsavdelning två år innan hon till slut fick tillstånd att genomföra projektet. Inspelningarna började våren 2021 och sedan dess har det blivit många träffar. Ibland under mer formella former, som vid invigningar och statsbesök. De nära mötena har bland annat skett på Drottningsholms slott, Stockholms slott eller i parken på Solliden, vid kungens sommarboende på Öland. Samtalen handlar om allt från barndom till kungalivets toppar och dalar.

## Medverkande
- Carl XVI Gustaf
- Drottning Silvia
- Kronprinsessan Victoria
- Prinsessan Christina, fru Magnuson